# Adrià Ciurana i Geli
Adrià Ciurana i Geli (Figueres, 21 d'agost de 1985 - Figueres, 3 de març de 2018) va ser un artista català. Segons paraules del crític d'art Eudald Camps, era "un ésser naturalment creatiu: no feia d'artista, era artista, havia de ser artista per força, no tenia alternativa" Llicenciat en Belles Arts, especialitzat en pintura, per la Universitat de Barcelona. Ciurana havia estudiat, anys abans, a l'Institut Alexandre Deulofeu de Figueres i, als 18 anys, ja havia donat a conèixer el seu talent amb un tast d'allò que li passava pel cap. Tot i ser net de Maria Àngels Anglada, la seva vena artística es va decantar cap una altra vessant.

## Obra
Des de ben jove es va decantar per l'àmbit artístic. Als 18 anys, ja presentava les seves primeres obres en una exposició col·lectiva al Casal La Volta de Girona. En aquella mateixa època, també feia una exposició en solitari al Cafè del Barri Vell de Figueres amb una quinzena de teles que formaven part del seu treball de recerca. En aquesta exposició mostrava una anàlisi d'ell mateix.

L'artista va ser protagonista de l'exposició Hipnosi l'any 2014, una exposició de la Diputació de Girona que va girar per diverses poblacions gironines. L'exposició va ser una de les dues seleccionades pel jurat de la convocatòria de l'any 2014-2015 del programa Exposicions Viatgeres. La mostra presentava composicions fetes a partir de materials de rebuig, com ara papers, fragments d'embalatge, codis de barres o mapes de deixalleries.
Continuo col·leccionant símbols de reciclatge. Utilitzo el contenidor de rebuig per al que no sigui paper o pútrid. No vull esborrar l'immortal merda a còpia de remenar-la.
També el 2008 va rebre una Beca Agita per a projectes de creació de l'Ajuntament de Figueres. Va exposar regularment a la Galeria Dolors Ventós de Figueres i en festivals i mostres d'art de l'Alt i el Baix Empordà. També al Museu del Joguet de Figueres i a la Galeria Siart de Cadaqués.
Adrià Ciurana explica que quan era jovenet li va agradar tant el llibre La grua estontola, escrit per la seva àvia Maria Àngels Anglada, que es va enfilar a la grua més alta de Figueres per retre-li el seu particular homenatge. Tot i que el van fer baixar de seguida del coll del diplodocus metàl·lic, el gest iniciàtic que s'havia produït va resultar definitiu i revelador: perseguir quimeres té sentit en la mesura, com dèiem, que ajuda a dilatar els límits de la realitat mitjançant una forma d'ajornament que sempre és estètic.
L'any 2009, amb Esther Pi, van dur a terme el projecte d'escultura pública Vint-i-dos buits a Boadella d'Empordà i va participar en Primera Rèplica. Arqueologia de la contemporaneïtat a la Casa de Cultura de Girona (a cura de Jordi Mitjà i Eudald Camps).
També va col·laborar en projectes per Vitel·la edicions i per Editorial Crani. Des de 2010 va convertir el seu taller en un espai expositiu, l'Espaia de Figueres, de gestió privada, on va dur a terme propostes curatorials i exposicions amb Jordi Mitjà, Mim Juncà o Narcís Díaz.

El Museu de l'Empordà de Figueres acull l'any 2012 la proposta de video art: Adrià Ciurana: Demà plourà, on l'artista inicia el catàleg amb aquest paràgraf:
En una excursió al Puigmal, pel cantó del Pas dels Lladres, em vaig veure involucrat en un bàdminton espontani, sorprenent. Funcionava amb escàpules de vaca a tall de raquetes, ja us podeu imaginar la pilota. Segur que no sóc el primer a valdre'm d'omòplats de quadrúpede -els darrers tres o quatre milions d'anys-, amb vés a saber quines finalitats.
Amb l'Editorial Crani publica l'any 2015 la seva monografia ACXZ, amb textos i fotografies signades per ell mateix i la col·laboració fotogràfica de Alba Pérez de Cea Vega, Vanessa Pererols Torregrossa i Esther Pi.
El mateix any 2015 també forma part de l'exposició col·lectiva de la Tocats per la Tramuntana amb les obres 1889 Vincent menja i caga pintura i Capellà de poble a la capital, un oli signat conjuntament amb Jordi Mitjà.
Des de 1998 son nombroses les col·laboracions entre Adrià Ciurana i el poeta figuerenc Àngel Rodríguez, que, alhora de publicar la seva poesia compta amb ell com a il·lustrador: Infraflor, Neuropa profunda i Torxes són els títols més rellevants d'aquesta faceta artística. Així mateix la coberta del llibre El Somni de la utopia, de Narcís Bagué Boada, reprodueix una obra seva 
L'octubre de 2013 va obtenir el Grand Prix de la Biennale Jeune Création Européenne de Montrouge i el Premi Sala d'Art Jove.
L'any 2017 va reinaugurar el seu taller del carrer Arquitecte Josep Azemar de Figueres, batejat amb el nom d'Espaia, on va presentar una selecció titulada Totxo dintre totxo (2014-2016) i peces inèdites.

## Exposicions
- Hipnosis (2015)[18]
- Totxo dintre totxo (2014-2016)[4]
- Biennal Internacional de Joves Creadors (2013)[19]
- Demà plourà (2012) dins Rodalies 4.[20]
- Si la claror dels ossos (2011)[4]